# Kim Klein Lankhorst
Kim Klein Lankhorst (Groningen, 5 juli 2002) is een Nederlands volleybalspeelster. Klein Lankhorst kwam in Nederland uit voor Sudosa-Desto, VV Apollo 8 en Talentteam Papendal en in het buitenland voor Piemonte Volley en Rote Raben Vilsbiburg. Sinds 2024 komt Klein Lankhorst uit voor VK Dukla Liberec.

## Carrière
Klein Lankhorst begon met volleyballen bij Sudosa-Desto, waar ze in 2017 naast de finaleronde van het EK greep. Ze werd vervolgens opgepikt door VV Apollo 8, waar ze twee jaar deel van uitmaakte. In 2021 maakte de overstap naar Talentteam Papendal. Na een seizoen ging ze bij het Italiaanse Piemonte Volley haar eerste buitenlandse avontuur aan. Na hier weinig speelminuten te hebben gemaakt, vertrok ze naar het Duitse Bundesliga team Rote RaBen Vilsbiburg. In 2023 koos Klein Lankhorst voor een overstap naar het Tsjechische VK Dukla Liberec, waarmee ze uitkwam in de CEV Cup.